# Ешвілл (Північна Кароліна)
Ешвілл (англ. Asheville) — місто (англ. city) в США, адміністративний центр округу Банком штату Північна Кароліна. Населення — 94 589 осіб (2020).

## Географія
Ешвілл розташований за координатами 35°34′16″ пн. ш. 82°33′10″ зх. д. / 35.57111° пн. ш. 82.55278° зх. д. (35.570977, -82.552738).  За даними Бюро перепису населення США в 2010 році місто мало площу 117,15 км², з яких 116,38 км² — суходіл та 0,77 км² — водойми.

### Клімат
| Клімат : Ешвілл                                            | Клімат : Ешвілл | Клімат : Ешвілл | Клімат : Ешвілл | Клімат : Ешвілл | Клімат : Ешвілл | Клімат : Ешвілл | Клімат : Ешвілл | Клімат : Ешвілл | Клімат : Ешвілл | Клімат : Ешвілл | Клімат : Ешвілл | Клімат : Ешвілл | Клімат : Ешвілл |
| Показник                                                   | Січ.            | Лют.            | Бер.            | Квіт.           | Трав.           | Черв.           | Лип.            | Серп.           | Вер.            | Жовт.           | Лист.           | Груд.           | Рік             |
| Абсолютний максимум, °C                                    | 26,7            | 26,7            | 30,6            | 32,2            | 33,9            | 36,7            | 37,2            | 37,8            | 35,0            | 32,8            | 28,3            | 27,2            | 37,8            |
| Середній максимум, °C                                      | 8,6             | 10,6            | 14,8            | 19,8            | 23,8            | 27,4            | 28,9            | 28,3            | 24,9            | 20,1            | 14,9            | 9,7             | 19,3            |
| Середній мінімум, °C                                       | −2,9            | −1,3            | 1,9             | 6,0             | 10,8            | 15,3            | 17,6            | 17,2            | 13,2            | 7,0             | 2,1             | −1,5            | 7,1             |
| Абсолютний мінімум, °C                                     | −26,7           | −22,8           | −16,7           | −6,7            | −2,2            | 1,7             | 6,7             | 5,6             | −1,1            | −6,7            | −17,2           | −21,7           | −26,7           |
| Середня кількість сонячних годин на місяць                 | 175,9           | 181,2           | 223,5           | 252,3           | 264,1           | 267,0           | 257,5           | 227,8           | 207,5           | 219,6           | 178,8           | 167,2           | 2622            |
| Норма опадів, мм                                           | 93              | 96              | 97              | 85              | 93              | 118             | 109             | 112             | 97              | 74              | 93              | 91              | 1157            |
| Днів з опадами                                             | 10,0            | 9,5             | 11,0            | 10,2            | 11,9            | 12,7            | 12,9            | 12,7            | 9,5             | 8,2             | 9,7             | 9,7             | 128,0           |
| Днів зі снігом                                             | 1,9             | 1,5             | 0,9             | 0,3             | 0               | 0               | 0               | 0               | 0               | 0               | 0,2             | 1,0             | 5,8             |
| Вологість повітря, %                                       | 72.6            | 69.8            | 68.4            | 66.2            | 75.3            | 78.6            | 81.6            | 83.5            | 84.1            | 78.4            | 74.8            | 74.1            | 75.6            |
| ---------------------------------------------------------- | --------------- | --------------- | --------------- | --------------- | --------------- | --------------- | --------------- | --------------- | --------------- | --------------- | --------------- | --------------- | --------------- |
| Джерело: NOAA (relative humidity 1964–1990, sun 1961–1990) |                 |                 |                 |                 |                 |                 |                 |                 |                 |                 |                 |                 |                 |

## Демографія
Згідно з переписом 2010 року, у місті мешкали 83 393 особи в 37 380 домогосподарствах у складі 18 452 родин. Густота населення становила 712 осіб/км².  Було 41626 помешкань (355/км²).
Расовий склад населення:
| - 79,3 % — білих - 13,4 % — чорних або афроамериканців - 1,4 % — азіатів - 0,3 % — корінних американців - 0,2 % — вихідців з тихоокеанських островів - 2,9 % — осіб інших рас |

До двох чи більше рас належало 2,6 %. Частка іспаномовних становила 6,5 % від усіх жителів.
За віковим діапазоном населення розподілялося таким чином: 18,5 % — особи молодші 18 років, 65,2 % — особи у віці 18—64 років, 16,3 % — особи у віці 65 років та старші. Медіана віку мешканця становила 38,2 року. На 100 осіб жіночої статі у місті припадало 89,2 чоловіків;  на 100 жінок у віці від 18 років та старших — 86,0 чоловіків також старших 18 років.
Середній дохід на одне домашнє господарство  становив 61 870 доларів США (медіана — 43 334), а середній дохід на одну сім'ю — 80 728 доларів (медіана — 59 538). Медіана доходів становила 40 467 доларів для чоловіків та 35 670 доларів для жінок. За межею бідності перебувало 17,3 % осіб, у тому числі 23,2 % дітей у віці до 18 років та 8,3 % осіб у віці 65 років та старших.
Цивільне працевлаштоване населення становило 43 488 осіб. Основні галузі зайнятості: освіта, охорона здоров'я та соціальна допомога — 27,6 %, мистецтво, розваги та відпочинок — 15,9 %, науковці, спеціалісти, менеджери — 12,8 %, роздрібна торгівля — 12,5 %.